# دنیل ناتانس
دنیل ناتانس (انگلیسی: Daniel Nathans؛ ۳۰ اکتبر ۱۹۲۸ – ۱۶ نوامبر ۱۹۹۹) یک دانشمند در زمینه میکروبیولوژی اهل ایالات متحده آمریکا بود. 
وی همچنین برنده جوایزی همچون جایزه نوبل فیزیولوژی و پزشکی شده‌است.